# Stade Chamazi
Le stade Chamazi est un stade polyvalent situé dans le quartier Chamazi de District de Temeke à Dar es Salam, en Tanzanie. Il est actuellement principalement utilisé pour les matchs de football et est le stade d'accueil de l'Azam FC. Le stade peut accueillir 10 000 personnes.
Le terrain a été reconnu par la Confédération africaine de football et peut être utilisé pour les matchs internationaux. Cette saison[Quand ?], le stade a été le seul stade de Tanzanie à répondre aux normes de la CAF, tous les matchs internationaux impliquant des clubs tanzaniens se sont déroulés dans ce stade. Certaines équipes d'Afrique de l'Est ont également utilisé ce stade comme terrain d'entraînement. Les Young Africans ont réalisé des performances cinq étoiles dans ce stade au point que certains fans proposent que le stade soit rebaptisé complexe Yanga.